# Regione di Bruxelles-Capitale

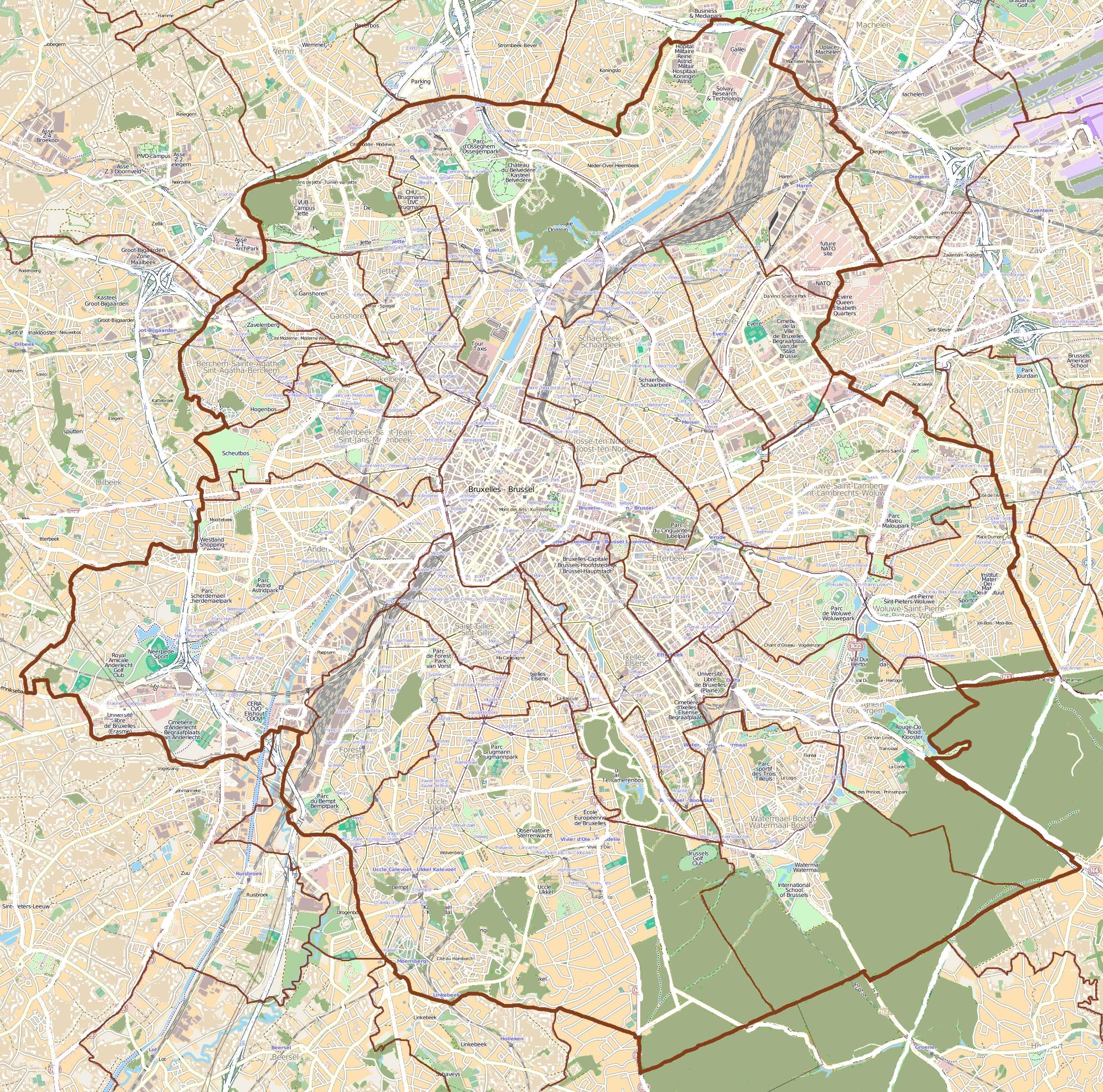
La Regione di Bruxelles-Capitale e i suoi 19 comuni.

La regione di Bruxelles-Capitale (Région de Bruxelles-Capitale in francese, Brussels Hoofdstedelijk Gewest in olandese, Redjon d’ Brussele in vallone, Brussels Oofdstedelik Gewest in fiammingo) o anche Regione brussellese (Région Bruxelloise in francese, Brusselse Gewest in olandese) è una delle tre regioni del Belgio. La Regione, creata nel 1989, è enclave della provincia del Brabante Fiammingo, nella Regione fiamminga, a pochi chilometri dalla Regione vallona.
La regione di Bruxelles-Capitale insiste sul territorio della città di Bruxelles e altri diciotto comuni, ma non comprende l'interezza dell'area metropolitana di Bruxelles. 
La Regione ha un'area di 161 km² e una popolazione di 1,2 milioni d'abitanti. È la Regione più densamente popolata del Belgio e la più ricca in termini di PIL pro capite.
Questa Regione è ufficialmente bilingue (francese e olandese) ma è, per la maggior parte, di lingua francese: circa il 75% dei residenti usa il francese come lingua madre o come lingua principale. La popolazione comprende molti immigrati, sia dall'immigrazione non europea (principalmente africana), sia dall'immigrazione dall'Unione europea. All'interno di quest'ultimo ci sono molti funzionari delle istituzioni europee. Questi forti movimenti migratori, avvenuti nella seconda metà del XX secolo, rendono Bruxelles una città in gran parte cosmopolita.
L'area metropolitana di Bruxelles include oltre 2,1 milioni d'abitanti.. L'area metropolitana di Bruxelles si estende oltre i confini amministrativi della Regione di Bruxelles in quanto comprende molti comuni situati nella Regione fiamminga e pochi comuni nella Regione vallona. Questa situazione è all'origine di una parte  del conflitto linguistico in Belgio poiché molti residenti di Bruxelles, per lo più francofoni, sono stabiliti nella Regione fiamminga di lingua neerlandese.

## Istituzioni
Come le altre due regioni del Belgio (Fiandre e Vallonia), la regione brussellese si occupa della gestione delle competenze di tipo economico-territoriale (dall'economia al lavoro, dall'ecologia ai lavori pubblici, dall'agricoltura alla previdenza sociale). Le competenze di tipo educativo e culturale sono invece gestite, a Bruxelles, dalla Comunità francofona del Belgio (anche detta Federazione Bruxelles-Vallonia, FBW) per i cittadini di lingua francese, e dalla Comunità fiamminga del Belgio per i cittadini di lingua olandese.
Il Parlamento della Regione di Bruxelles-Capitale elegge un ministro-presidente e un governo regionale. Il territorio della regione è ulteriormente suddiviso in 19 municipalità (communes), tra cui il territorio della capitale del Belgio, la municipalità di Bruxelles-Ville, corrispondente al centro storico di Bruxelles.
A differenza di Fiandre e Vallonia, la regione di Bruxelles Capitale è l'unica regione belga ufficialmente bilingue (francese e olandese), anche se i francofoni sono la stragrande maggioranza sul suo territorio. Le competenze comunitarie sono gestite, a Bruxelles, da due autorità pubbliche separate: la Commissione comunitaria fiamminga (Vlaamse Gemeenschaps Commissie, VGC) e la Commissione comunitaria francese (Commission communautaire française, COCOF). Esiste inoltre una Commissione comunitaria congiunta (Gezamelijke Gemeenschapscommissie, GGC/COCOM) per la gestione delle istituzioni culturali di interesse comune alle due comunità linguistiche.
Per quanto riguarda i servizi di polizia, la regione brussellese è suddivisa in 6 zone di polizia intermunicipali, che non corrispondono ai confini storici delle municipalità.

## Composizione
La regione di Bruxelles-Capitale raggruppa 19 comuni o municipalità, di seguito elencate con i rispettivi codici postali (l'ordine è quello riportato nell'immagine in tabella, il primo nome è in francese, il secondo in olandese):
1. Anderlecht (1070)
2. Bruxelles-Ville (Brussel-Stad) (1000, 1020, 1120, 1130, 1040, 1050)
3. Ixelles (Elsene) (1050)
4. Etterbeek (1040)
5. Evere (1140)
6. Ganshoren (1083)
7. Jette (1090)
8. Koekelberg (1081)
9. Auderghem (Oudergem) (1160)
10. Schaerbeek (Schaarbeek) (1030)
11. Berchem-Sainte-Agathe (Sint-Agatha-Berchem) (1082)
12. Saint-Gilles (Sint-Gillis) (1060)
13. Molenbeek-Saint-Jean (Sint-Jans-Molenbeek) (1080)
14. Saint-Josse-ten-Noode (Sint-Joost-ten-Node) (1210)
15. Woluwe-Saint-Lambert (Sint-Lambrechts-Woluwe) (1200)
16. Woluwe-Saint-Pierre (Sint-Pieters-Woluwe) (1150)
17. Uccle (Ukkel) (1180)
18. Forest (Vorst) (1190)
19. Watermael-Boitsfort (Watermaal-Bosvoorde) (1170)

## Evoluzione demografica
Abitanti censiti x 1000
- Fonte dati INS - fino al 1970: 31 dicembre; dal 1980: 1º gennaio